# برسنس ۶۵۸۷
سیارک ۶۵۸۷ (به انگلیسی: 6587 Brassens، نامگذاری:1984WA4) شش هزار و پانصد و هشتاد و هفتمین سیارک کشف شده‌است که در ۲۷ نوامبر ۱۹۸۴ کشف شد.
قدر مطلق سیارک برابر ۱۳٫۴۰ است.